# Thazard atlantique
Scomberomorus maculatus
Espèce
Statut de conservation UICN

 LC  : Préoccupation mineure
Le Thazard atlantique (Scomberomorus maculatus) est un poisson migrateur, apparenté au maquereau. On le trouve dans le Golfe du Mexique au printemps, puis il retourne vers les eaux du sud de la Floride en automne.